# Gudenå
Le Gudenå (autrefois Gudenaa, également appelé en danois Gudenåen, avec la désinence -en marquant la forme définie), est le plus long fleuve côtier du Danemark. Son bassin s'étend dans la partie est de la péninsule du Jutland.

## Géographie
Le Gudenå prend sa source près de Tørring, dans l'amt de Vejle, à 65 m d'altitude. Il s'écoule ensuite vers le nord-nord-est, direction qu'il gardera jusqu'à son embouchure. Il traverse les lacs Mossø et Julsø, entre dans l'amt d'Århus, arrose Silkeborg et Randers. Il se jette dans le Cattégat par le Randers Fjord après 158 km de cours à travers le Jutland.
Une centrale hydroélectrique, Gudenaacentralen, a été aménagée sur le cours du fleuve. Mise en service en 1921, elle reste la plus puissante du Danemark. Elle exploite une hauteur de chute de 10,50 m créée par une retenue (Tange sø) qui est le plus grand lac artificiel du pays. 

## Tour de Gudenå
Le Tour de Gudenå est une des plus longues courses de canoë et kayak au monde. Il parcourt près de 120 km du fleuve, le 2e week-end de septembre chaque année.